# The Story So Far
The Story So Far ist eine 2007 gegründete Pop-Punk-/Punk-Rock-Band aus Walnut Creek, Kalifornien, Vereinigte Staaten. Die Gruppe steht bei Pure Noise Records unter Vertrag und veröffentlichte bisher mit Under Soil and Dirt (2011), What You Don’t See (2013), The Story So Far (2015) und Proper Dose (2018) vier Alben. Ihr zweites Album stieg auf Platz 46 in den offiziellen US-Charts ein, das nach der Band benannte dritte Album schaffte sogar den Einstieg in den internationalen Musikcharts. Außerdem stehen mehrere EPs und Split-Veröffentlichungen mit Maker, Morgan Foster und Stick to Your Guns zu Buche. Die Gruppe tourte 2013 erstmals auf der kompletten Warped Tour, dem Slam Dunk Festival und absolvierte eine Konzertreise durch Australien, sowie zwei Europa-Tourneen.

## Geschichte

### Gründung und erste Veröffentlichungen
Die Gruppe wurde 2007 im kalifornischen Walnut Creek von Parker Cannon (Gesang), Kevin Geyer (E-Gitarre, Backgroundgesang), Kevin Ambrose (E-Gitarre), Kelen Capener (E-Bass) und Ryan Torf (Schlagzeug) gegründet. In den ersten beiden Jahren brachte die Gruppe mit 5 Songs (2007) und 2008 EP (2008) zwei EPs in Eigenregie auf dem Markt. 2010 folgte die dritte EP While You Were Sleeping, welche über Pure Noise Records erschien. Die Gruppe hatte im März 2010 einen Plattenvertrag mit dem Label unterzeichnet. Außerdem entstand eine Split-EP mit Maker. Noch im gleichen Jahr wurde Kevin Ambrose durch William Levy an der E-Gitarre ersetzt. Auf den ersten Konzerten der Gruppe wurden die Musiker von Cameron Macbain (Schlagzeug), Morgan Foster (E-Bass) und Ryan Justice (Schlagzeug) als Session-Musiker unterstützt.

### Erste Alben:Under Soil and DirtundWhat You Don’t See
Das Jahr 2011 begann für die Gruppe mit der Herausgabe einer Split-Veröffentlichung mit Morgan Foster. Im Juni 2011 wurde das Debütalbum der Band, Under Soil and Dirt über Pure Noise Records veröffentlicht. Eine Veröffentlichung in Japan erfolgte wenige Wochen später, Anfang Juli. Die erste erwähnenswerte Tour der Gruppe fand zwischen dem 4. und 9. November 2012 statt. Diese fand in mehreren Städten Europas im Rahmen der Road to Warped Tour statt und endete einen Tag später im Vereinigten Königreich auf der Warped Tour. Auf der Road to Warped Tour spielte die Gruppe mit New Found Glory, Less Than Jake und Man Overboard. Auf der britischen Ausgabe der Warped Tour war die Gruppe auf der Monster Energy West Stage mit Awolnation, Lostprophets, Breathe Carolina, The Used und 3OH!3 zu sehen.
Ende November bis Mitte Dezember 2013 folgte abschließend die Sticks and Stones Tour die durch die Vereinigten Staaten führte. The Story So Far waren neben Seahaven und Candy Hearts Vorgruppe für New Found Glory. Das Jahr 2013 begann für die Gruppe mit einer Tournee durch Australien. Begleitet wurde die Band von Anchors. Am 26. März 2013 erschien das zweite Studioalbum der Gruppe, dass den Namen What You Don’t See trägt. Auch dieses Album wurde über Pure Noise Records veröffentlicht. Erstmals gelang der Gruppe der Einstieg in die offiziellen US-Charts, wo sich das Album auf Platz 46 platzieren konnte.
Das Album wurde während der Suppy Nation Tour, die zwischen dem 8. März 2013 und dem 13. April 2013 stattfand, veröffentlicht. Begleitet wurde diese Nordamerika-Konzertreise von Tonight Alive, Man Overboard, Citizen und The American Scene. Zwischen dem 25. und 27. Mai 2013 spielte die Gruppe auf dem Slam Dunk Festival im Vereinigten Königreich. Dort trat die Gruppe auf der Macbeth Stage unter anderem mit The Early November, Four Year Strong und The Wonder Years auf. Zwischen dem 15. Juni 2013 und dem 4. August 2013 spielte die Gruppe erstmals die komplette Warped Tour in den Vereinigten Staaten und Kanada. The Story So Far spielten auf der Tilly’s Stage mit Forever the Sickest Kids, Hawthorne Heights, Story of the Year und The Summer Set. Im September 2013 wurde eine Split-Veröffentlichung mit Stick to Your Guns herausgebracht.
Im Januar und Februar 2014 spielte die Gruppe als Vorband für Every Time I Die und A Day to Remember ihre erste ausgedehnte Europa-Konzertreise mit Stationen in den Niederlanden und der Schweiz, im Vereinigten Königreich, Belgien, Italien und Österreich. In Berlin wurde das Konzert kurzfristig von der C-Halle ins etwas kleinere Huxleys verlegt. Am 12. Februar 2014 wurde bekannt, dass The Story So Far erneut für die Warped Tour gebucht wurden.
Das US-amerikanische Musikmagazin Alternative Press nahm The Story So Far in die Liste der 100 Bands, die sie 2013 kennen sollten auf.

### Akustik-EP:Songs Ofund drittes Studioalbum:The Story So Far
Anfang des Jahres 2014 verkündete die Gruppe die Herausgabe einer Akustik-EP über Pure Noise Records. Diese trägt den Titel Songs Of und ist auf dem 17. Juni 2014 angesetzt. Die erste Single heißt Navy Blue und wurde am 15. Mai 2014 offiziell veröffentlicht. Nach einer absolvierten Europatour als Opener für A Day to Remember und Every Time I Die Anfang 2014 und der Teilnahme an der kompletten Warped Tour im Sommer, folgte im Oktober eine USA-Tournee mit The Wonder Years und Modern Baseball. Im November nahm die Band an der Pop Punk's Not Dead Tour mit New Found Glory im Vereinigten Königreich teil.
Im Januar 2015 gab die Gruppe bekannt, dass sie sich im Studio befindet, um ihr drittes Album aufzunehmen. Die Arbeiten waren bereits am 26. Februar beendet. Nachdem die Gruppe mehrere Lieder des neuen Albums vorab als Singles veröffentlichte, wurde das Album am 19. Mai 2015 offiziell über Pure Noise Records veröffentlicht. Das nach der Band benannte dritte Studioalbum schaffte erstmals den Sprung in die Charts außerhalb der Vereinigten Staaten, nämlich im Vereinigten Königreich. Am 1. Mai 2015 startete eine Headliner-Tour durch die Vereinigten Staaten, welche von Terror und Four Year Strong begleitet wurde. Die Tournee endete am 13. Juni 2015.

## Diskografie

### Alben
| Jahr | Titel Musiklabel                       | Höchstplatzierung, Gesamtwochen, AuszeichnungChartplatzierungen (Jahr, Titel, Musiklabel, Platzierungen, Wochen, Auszeichnungen, Anmerkungen) | Höchstplatzierung, Gesamtwochen, AuszeichnungChartplatzierungen (Jahr, Titel, Musiklabel, Platzierungen, Wochen, Auszeichnungen, Anmerkungen) | Anmerkungen                              |
| Jahr | Titel Musiklabel                       | UK | US | Anmerkungen                              |
| ---- | -------------------------------------- | --- | --- | ---------------------------------------- |
| 2011 | Under Soil and Dirt Pure Noise Records | — | — | Erstveröffentlichung: 21. Juni 2011      |
| 2013 | What You Don’t See Pure Noise Records  | — | US46 (1 Wo.)US | Erstveröffentlichung: 26. März 2013      |
| 2015 | The Story So Far Pure Noise Records    | UK70 (1 Wo.)UK | US23 (2 Wo.)US | Erstveröffentlichung: 19. Mai 2015       |
| 2018 | Proper Dose Pure Noise Records         | UK66 (1 Wo.)UK | US19 (1 Wo.)US | Erstveröffentlichung: 21. September 2018 |
| 2024 | I Want to Disappear Pure Noise Records | — | US78 (1 Wo.)US | Erstveröffentlichung: 21. Juni 2024      |

### EPs
| Jahr | Titel                                             | Höchstplatzierung, Gesamtwochen, AuszeichnungChartplatzierungen (Jahr, Titel, , Platzierungen, Wochen, Auszeichnungen, Anmerkungen) | Höchstplatzierung, Gesamtwochen, AuszeichnungChartplatzierungen (Jahr, Titel, , Platzierungen, Wochen, Auszeichnungen, Anmerkungen) | Anmerkungen                         |
| Jahr | Titel                                             | UK | US | Anmerkungen                         |
| ---- | ------------------------------------------------- | --- | --- | ----------------------------------- |
| 2014 | Songs of the Story So Far (EP) Pure Noise Records | — | US66 (1 Wo.)US | Erstveröffentlichung: 17. Juni 2014 |

Weitere EPs
- 2007: 5 Songs (Eigenverlag)
- 2008: 2008 EP
- 2010: While You Were Sleeping (Pure Noise Records)

### Split-CDs
- 2010: The Story So Far / Makers-Split (Pure Noise Records)
- 2011: The Story So Far / Morgan Foster-Split (Pure Noise Records)
- 2013: The Story So Far / Stick to Your Guns-Split (Pure Noise Records)

## Kontroversen
Am 24. März 2015 veröffentlichten die Musiker einer gleichnamigen Band aus Chicago ein Statement, in der sie der Band vorwarfen Namensrechte beim Bandnamen missachtet zu haben. Laut dem Eintrag der 1998 gegründeten Band mit Mitgliedern der Gruppe 88 Fingers Louie habe die Band den Namen The Story So Far markenrechtlich schützen lassen. Bisher haben sich die Musiker der Band nicht zu den Vorwürfen geäußert.

## Wissenswertes
- Parker Cannon spielte vor seinem Engagement bei The Story So Far in einer Band namens Blind Impression, welche im Soundtrack des Videospiels Skate von Electronic Arts zu hören ist.[19]